# Collideøscope
CollideØscope es el cuarto álbum de estudio de Living Colour, lanzado el 7 de octubre de 2003. Vuelven a editar un disco después de separase en 1995. Musicalmente incluyen nuevos sonidos y tecnológicamente siguen experimentando en los arreglos y producción. Uno de los temas más emblemáticos es "Fliying", que contextualiza la tragedia del 11 de septiembre de 2001. "Nightmare City" con ritmos reggae y "Holy Roller" nos traen de vuelta a una banda necesaria en el panorama roquero actual e incluyen dos versiones de "Back in Black" de AC/DC y "Tomorrow Never Knows" de The Beatles.

## Lista de canciones
| N.º | Título                    | Duración |  |
| 1.  | «Song Without Sin»        | 4:07     |  |
| 2.  | «A ? of When»             | 3:48     |  |
| 3.  | «Operation: Mind Control» | 3:09     |  |
| 4.  | «Flying»                  | 4:23     |  |
| 5.  | «In Your Name»            | 4:22     |  |
| 6.  | «Back in Black»           | 4:24     |  |
| 7.  | «Nightmare City»          | 4:05     |  |
| 8.  | «Lost Halo»               | 4:19     |  |
| 9.  | «Holy Roller»             | 4:25     |  |
| 10. | «Great Expectation»       | 3:37     |  |
| 11. | «Choices Mash Up»         | 5:06     |  |
| 12. | «Pocket of Tears»         | 4:41     |  |
| 13. | «Sacred Ground»           | 4:10     |  |
| 14. | «Tomorrow Never Knows»    | 4:10     |  |
| 15. | «Nova»                    | 1:35     |  |

## Personal
- Corey Glover - vocalista
- Vernon Reid - guitarra eléctrica y acústica, coros y ingeniero de sonido
- Doug Wimbish - bajo, coros, ambiente e ingeniero de sonido
- Will Calhoun - batería, percusión electrónica, teclados

Con:
- David Sancious - teclados en "Holly Roller"

## Producción
- Producción: Living Colour
- Productor ejecutivo y coordinador del proyecto: Doug Wimbish
- Mezclas: Andy Stackpole
- Ingenieros de grabación: Andy Stackpole, Fran Flannery, Mike Ryan, Dave Shuman, Chris Weinland, Nike Copeland, Mike Zinczenko, Steve Rakidzioski y Josiah Hendler
- Gerencia: David Libert

- Datos: Q1767341